# Sovratensione (elettrotecnica)

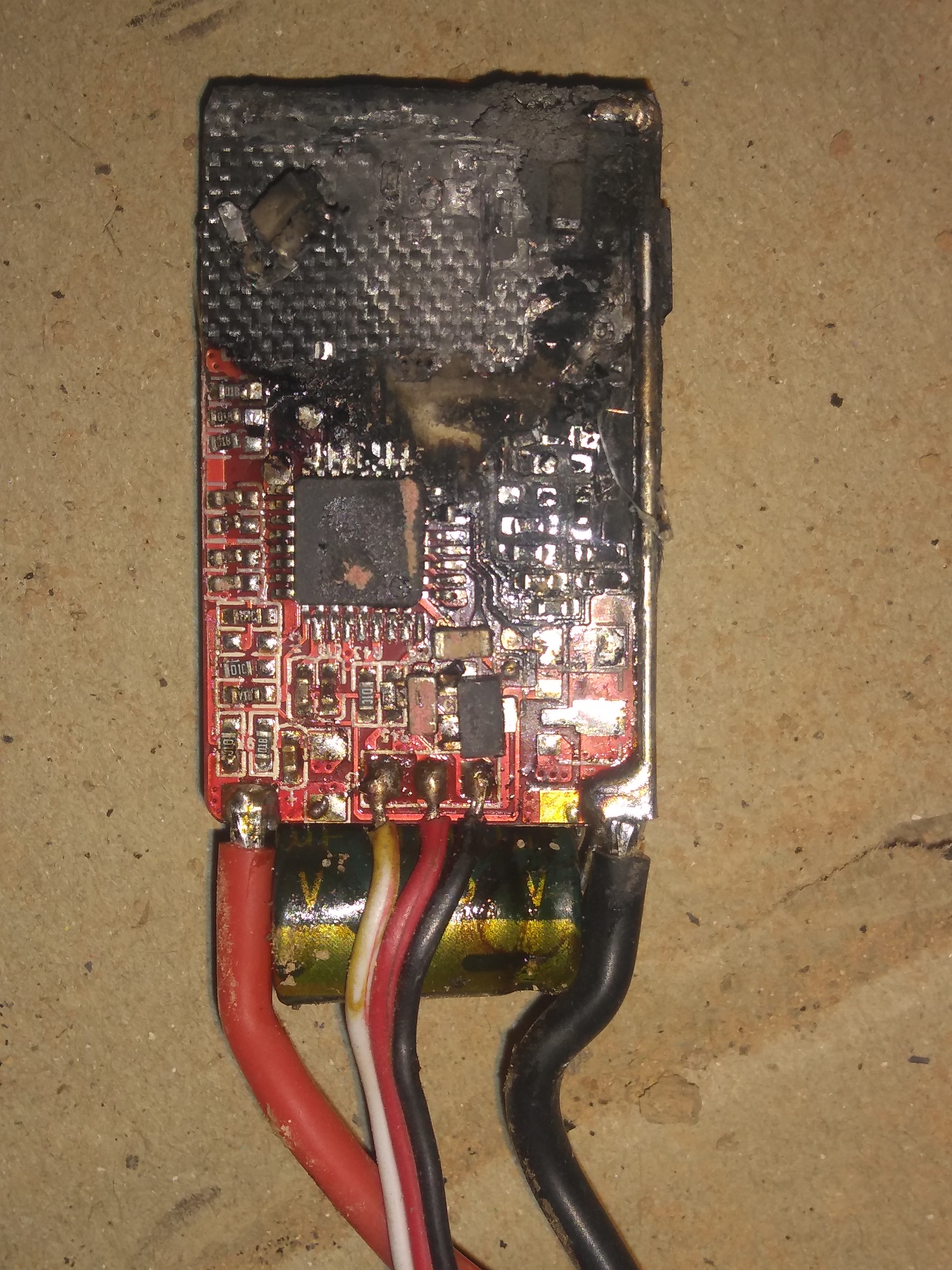
Dispositivo elettronico danneggiato a seguito di sovratensione

La sovratensione, in elettrotecnica ed in elettronica, indica una condizione nella quale un sistema elettrico o parte di esso si trovi a una tensione superiore a quella per il quale è stato progettato.
Si tratta di una condizione indesiderata, spesso temporanea, che a seconda della durata e dell'intensità potrebbe danneggiare il sistema elettrico stesso ed eventuali dispositivi ad esso connessi.

## Descrizione ed effetti
I sistemi ed i dispositivi elettrici, durante la fase di progettazione, vengono dimensionati per funzionare ad una certa tensione elettrica, chiamata generalmente tensione nominale o tensione d'esercizio. Nel caso in cui la tensione reale risulti essere superiore a quella nominale si verificano principalmente due effetti: riscaldamento anomalo per effetto Joule ed eventuale rottura dielettrica.

### Effetto Joule
Per la maggior parte dei conduttori e semiconduttori, la corrente elettrica che attraversa il materiale aumenta all'aumentare della tensione (ad esempio, nel caso di conduttori ohmici, vale la legge di Ohm {\displaystyle I\propto V}). Poiché l'energia dissipata per effetto Joule sul conduttore è il prodotto di tensione per intensità di corrente, aumentando la tensione (e quindi anche la corrente) aumenta anche il calore disperso sul materiale che si trova a dover dissipare all'esterno più calore di quello per cui è stato progettato e aumenta quindi la sua temperatura col rischio di provocare la fusione o la deformazione del conduttore stesso o di parti adiacenti.
Un esempio elementare è quello di una lampada a incandescenza: se alimentata a tensione superiore rispetto a quella nominale di funzionamento, il filamento di tungsteno si surriscalda arrivando al punto di fusione determinando l'interruzione del filamento stesso.

### Rottura dielettrica
Gli isolamenti sono dimensionati per sopportare la tensione nominale, se la tensione a cui sono sottoposti supera la rigidità dielettrica dell'isolante il materiale smette di essere isolante e viene attraversato da una corrente. Nel caso di dielettrici solidi potrebbe verificarsi la rottura fisica del materiale a seguito della scarica, mentre in aria questo fenomeno si manifesta sotto forma di arco elettrico (scintilla).
Ad esempio le piste dei circuiti stampati sono distanziate a sufficienza per evitare il passaggio di corrente fra una pista e l'altra in condizioni normali, tuttavia in caso di sovratensioni può instaurarsi una corrente attraverso l'aria o attraverso il pcb stesso.

### Conseguenze su linee elettriche
Quando si verificano sovratensioni su linee elettriche, se non sono presenti dispositivi di protezione, la sovratensione si propaga su tutta la linea (anche oltre eventuali trasformatori) fino alle utenze finali (abitazioni civili o industrie). Di conseguenza tutti i dispositivi elettrici ed elettronici (elettrodomestici o macchine industriali) connessi alla linea possono essere danneggiati.

## Cause
Le sovratensioni possono essere generate da cause naturali o artificiali. Generalmente gli eventi che generano le sovratensioni non possono essere controllati o previsti facilmente, sta quindi al progettista prevedere quale sia la probabilità di sovratensioni e inserire dispositivi di protezione proporzionati.

### Cause naturali
La più comune causa naturale di sovratensioni sono i fulmini. Quando un fulmine cade in prossimità o in corrispondenza di una linea elettrica aerea il campo elettrico impulsivo generato dalla scarica crea una sovratensione sulla linea che si propaga fino alle utenze.
In dispositivi particolarmente complessi o in particolari condizioni (ad esempio fuori dall'atmosfera terrestre) anche il vento solare può essere causa di sovratensioni, così come ogni campo magnetico variabile nel tempo (vedi legge di Farady dell'induzione).

### Cause artificiali

#### Carichi induttivi

Utilizzo di un diodo di flyback per evitare sovratensioni sull'interruttore

Le sovratensioni dovute ad azioni umane possono essere dovute ai picchi di tensione causati dalla variazione di corrente su carichi induttivi. Nelle linee elettriche in corrente continua quando un carico viene scollegato dalla rete si ha una repentina variazione di corrente che genera una sovratensione sulla linea dovuta all'autoinduttanza (la rete elettrica si comporta come induttore) secondo la legge degli induttori
{\displaystyle \Delta v_{\left(t\right)}={\frac {\mathrm {d} i_{\left(t\right)}}{\mathrm {dt} }}}
L'entità di questo effetto aumenta con l'aumentare della corrente assorbita dal carico prima di essere scollegato. Nelle linee in corrente alternata questo effetto si presenta se il carico viene scollegato nel momento in cui la corrente istantanea assorbita dal carico non è nulla.
Nei circuiti elettronici questo effetto si verifica, ad esempio, quando si pilota un relè con un transistor: l'elettromagnete del relè si comporta come induttore e in apertura, se non sono presenti soppressori, si verifica una sovratensione sul transistor che potrebbe danneggiarlo.

#### Guasto del neutro

Interruzione del neutro

Un'altra possibile causa di sovratensioni è l'interruzione del neutro, involontaria o dovuta ad opere di manutenzione della linea, nei sistemi trifase che alimentano utenze monofase. Se il neutro viene interrotto prima delle derivazioni per le utenze monofase, come in figura, la tensione sui dispositivi delle singole utenze non è più la tensione F-N ma varia in base allo sbilanciamento dei carichi sulle tre fasi.
Questo perché più utenze monofase con neutro flottante si comportano come un carico connesso a stella. Infatti, se indichiamo con {\displaystyle {\bar {Y}}_{1}}, {\displaystyle {\bar {Y}}_{2}} e {\displaystyle {\bar {Y}}_{3}} le ammettenze complessive delle varie utenze su ogni fase, la tensione sulle utenze monofase connesse alla fase {\displaystyle n} sarà
{\displaystyle {\bar {V}}_{n}={\bar {E}}_{n}-{\frac {{\bar {E}}_{1}{\bar {Y}}_{1}+{\bar {E}}_{2}{\bar {Y}}_{2}+{\bar {E}}_{3}{\bar {Y}}_{3}}{{\bar {Y}}_{1}+{\bar {Y}}_{2}+{\bar {Y}}_{3}}}}
dove {\displaystyle {\bar {E}}_{1}}, {\displaystyle {\bar {E}}_{2}} e {\displaystyle {\bar {E}}_{3}} sono i generatori rispettivamente delle fasi 1, 2 e 3. Questo è il motivo per cui i dispositivi di manovra in uso sulle linee trifase ritardano l'apertura del neutro e ne anticipano la chiusura rispetto alle tre fasi.
L'unico caso in cui la tensione resta invariata è il caso di carichi perfettamente bilanciati, infatti
{\displaystyle {\bar {V}}_{n}={\bar {E}}_{n}-{\frac {{\bar {E}}_{1}{\bar {Y}}+{\bar {E}}_{2}{\bar {Y}}+{\bar {E}}_{3}{\bar {Y}}}{{\bar {Y}}+{\bar {Y}}+{\bar {Y}}}}={\bar {E}}_{n}-{\frac {1}{3}}\left({\bar {E}}_{1}+{\bar {E}}_{2}+{\bar {E}}_{3}\right)={\bar {E}}_{n}}
anche se nella realtà il perfetto bilanciamento è raro.

## Dispositivi di protezione

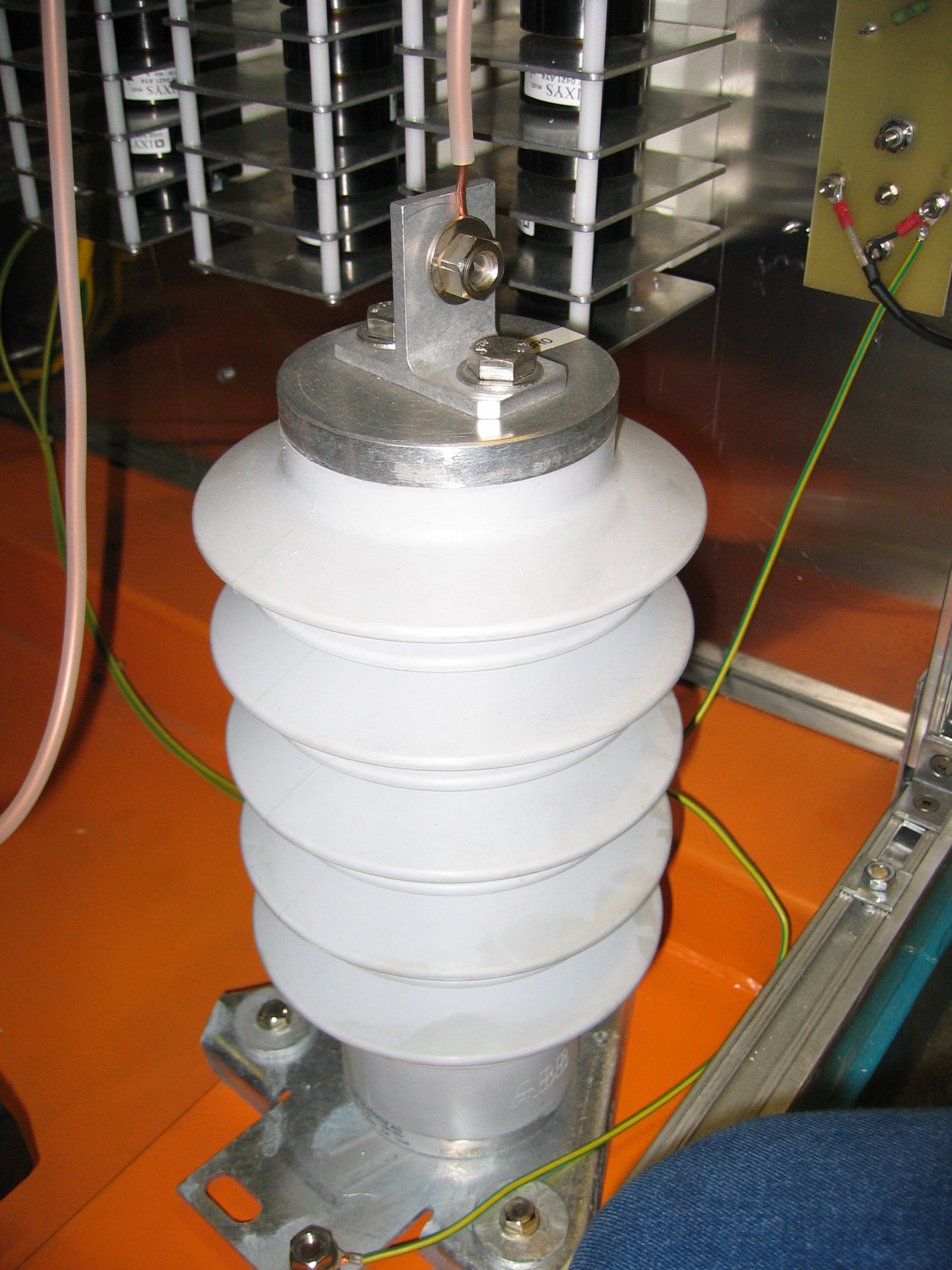
Varistore per alta tensione destinato ad essere usato su linee elettriche

### Soppressori
I soppressori sono dispositivi usati per limitare sovratensioni nei circuiti elettronici di bassa potenza (quindi, in generale, non adatti a impianti né a linee elettriche). I tipi più frequenti sono soppressori RC, diodi e diodi Zener.

### Scaricatori
Per la protezione di impianti elettrici o linee elettriche si utilizzano principalmente spinterometri e varistori. Entrambi i dispositivi si comportano allo stesso modo: vengono connessi fra i conduttori della linea e la terra e, se la tensione supera la soglia prestabilita, aumentano rapidamente la propria conduttanza smorzando la sovratensione.
La differenza fra i due dispositivi risiede nel differente metodo di realizzare un componente che varia la propria resistenza al variare della tensione, nel caso degli spinterometri si sfrutta la ionizzazione di aria o di altri gas, nel caso di varistori si utilizzano dei semiconduttori.